# Maratona aquática no Campeonato Mundial de Esportes Aquáticos de 2017 - 5 km masculino
Os 5 km da Maratona Aquática masculina é um dos eventos do Campeonato Mundial de Esportes Aquáticos de 2017 que foi realizado no dia 15 de julho de 2017 na cidade de Budapeste, na Hungria. 

## Medalhistas
| Ouro                       | Prata                | Bronze                     |
| Marc-Antoine Olivier (FRA) | Mario Sanzullo (ITA) | Timothy Shuttleworth (GBR) |

## Resultados
A prova foi realizada no dia 15 de julho às 10:00. 
| Pos.              | Nadador               | Nacionalidade  | Tempo     |
| ----------------- | --------------------- | -------------- | --------- |
| Medalha de ouro   | Marc-Antoine Olivier  | França         | 54:31.4   |
| Medalha de prata  | Mario Sanzullo        | Itália         | 54:32.1   |
| Medalha de bronze | Timothy Shuttleworth  | Reino Unido    | 54:42.1   |
| 4                 | Kirill Abrosimov      | Rússia         | 54:45.9   |
| 5                 | Fernando Ponte        | Brasil         | 54:47.1   |
| 6                 | Andrea Manzi          | Itália         | 54:47.6   |
| 7                 | Kristóf Rasovszky     | Hungria        | 54:47.6   |
| 8                 | Logan Fontaine        | França         | 54:47.9   |
| 9                 | Vitaliy Khudyakov     | Cazaquistão    | 54:48.1   |
| 10                | David Heron           | Estados Unidos | 54:48.2   |
| 11                | Chad Ho               | África do Sul  | 54:48.6   |
| 12                | Krzysztof Pielowski   | Polónia        | 54:52.0   |
| 13                | Logan Vanhuys         | Bélgica        | 54:54.3   |
| 14                | Eric Hedlin           | Canadá         | 54:56.9   |
| 15                | Tobias Robinson       | Reino Unido    | 54:57.1   |
| 16                | David Farinango       | Equador        | 54:59.0   |
| 17                | Andrew Gemmell        | Estados Unidos | 54:59.3   |
| 18                | Antonio Arroyo        | Espanha        | 54:59.4   |
| 19                | Ventsislav Aydarski   | Bulgária       | 54:59.5   |
| 20                | Johndry Segovia       | Venezuela      | 55:00.5   |
| 21                | Danie Marais          | África do Sul  | 55:01.0   |
| 22                | Jack McLoughlin       | Austrália      | 55:04.1   |
| 23                | Marwan El-Amrawy      | Egito          | 55:05.8   |
| 24                | Iván Enderica Ochoa   | Equador        | 55:11.0   |
| 25                | Ihor Chervynskyy      | Ucrânia        | 55:13.2   |
| 26                | Ruwen Straub          | Alemanha       | 55:13.7   |
| 27                | Marcus Herwig         | Alemanha       | 55:13.9   |
| 28                | Tamás Farkas          | Sérvia         | 55:14.4   |
| 29                | Georgios Arniakos     | Grécia         | 55:15.0   |
| 30                | Matan Roditi          | Israel         | 55:17.8   |
| 31                | Márk Papp             | Hungria        | 55:28.1   |
| 32                | Kirill Belyaev        | Rússia         | 55:29.9   |
| 33                | Yasunari Hirai        | Japão          | 55:33.3   |
| 34                | Yohsuke Miyamoto      | Japão          | 55:38.0   |
| 35                | Matěj Kozubek         | Chéquia        | 55:39.1   |
| 36                | David Brandl          | Áustria        | 55:40.1   |
| 37                | Asterios Daldogiannis | Grécia         | 55:40.7   |
| 38                | Idan Mordel           | Israel         | 55:42.2   |
| 39                | Victor Colonese       | Brasil         | 55:46.3   |
| 40                | Ihor Snitko           | Ucrânia        | 55:46.7   |
| 41                | Vít Ingeduld          | Chéquia        | 55:54.8   |
| 42                | Phillip Seidler       | Namíbia        | 56:32.7   |
| 43                | Juan Segovia          | Venezuela      | 56:32.8   |
| 44                | Zhang Zibin           | China          | 56:33.0   |
| 45                | Haythem Abdelkhalek   | Tunísia        | 56:53.9   |
| 46                | Fernando Betanzos     | México         | 57:04.2   |
| 47                | Pedro Pinotes         | Angola         | 57:22.8   |
| 48                | Rodrigo Caballero     | Bolívia        | 57:33.5   |
| 49                | Adel Ragab            | Egito          | 57:57.3   |
| 50                | Alfredo Villa         | México         | 59:14.5   |
| 51                | Sin Chin Ting Keith   | Hong Kong      | 59:15.9   |
| 52                | Liu Shuyi             | China          | 1:00:06.0 |
| 53                | Bence Balzam          | Sérvia         | 1:00:11.2 |
| 54                | Peter Gutyan          | Eslováquia     | 1:00:24.5 |
| 55                | Frank Ojarand         | Estónia        | 1:00:45.2 |
| 56                | Emilio Avila          | Guatemala      | 1:01:28.8 |
| 57                | Lev Cherepanov        | Cazaquistão    | 1:02:30.8 |
| 58                | Zedheir Torrez        | Bolívia        | 1:02:36.8 |
| 59                | Amadou N'Diaye        | Senegal        | 1:03:31.1 |
| 60                | Tse Tsz Fung          | Hong Kong      | 1:05:59.0 |
| 61                | Cristofer Lanuza      | Costa Rica     | 1:06:01.6 |
| —                 | Jorn Diekmann         | Namíbia        | OTL       |

Legenda
| Recorde mundial       | Recorde mundial (World record)               |                       | Recorde africano                      | Recorde africano (African) |                                           | Q | Classificado por posição (Qualified) |
| Recorde do campeonato | Recorde do campeonato (Championship record)  | Recorde da América    | Recorde da América (Americas)         | q                          | Classificado por melhor tempo (Qualified) |   |                                      |
| Melhor marca do ano   | Melhor marca do ano (World leading)          | Recorde asiático      | Recorde asiático (Asian)              | DNS                        | Não largou (Did not start)                |   |                                      |
| Recorde nacional      | Recorde nacional (National record)           | Recorde europeu       | Recorde europeu (European)            | DNF                        | Não terminou (Did not finish)             |   |                                      |
| Recorde pessoal       | Recorde pessoal do atleta (Personal best)    | Recorde da Oceania    | Recorde da Oceania (Oceania)          | DSQ / DQ                   | Desclassificado (Disqualified)            |   |                                      |
| Recorde da temporada  | Recorde da temporada do atleta (Season best) | Recorde sul-americano | Recorde sul-americano (South America) | NM                         | Sem marca (No mark)                       |   |                                      |